# Keerbergen
Keerbergen este o comună în provincia Brabantul Flamand, în Flandra, una dintre cele trei regiuni ale Belgiei. Comuna este formată din localitățile Keerbergen, Assent și Molenbeek-Wersbeek. Suprafața totală este de 18,39 km². Comuna Keerbergen este situată în zona flamandă vorbitoare de limba neerlandeză a Belgiei. La 1 ianuarie 2008 comuna avea o populație totală de 12.637 locuitori.
1. ↑  Crossroad Bank of Enterprises, accesat în 31 iulie 2023